# Burtelbach
| Zuläufe und Bauwerke \| Burtelbach \| Burtelbach \| Burtelbach \| \| ----------------- \| ---------- \| ------------------------ \| \| Legende \| \| \| \| \| \| \| \| K 7147 \| \| K 7147 \| \| \| \| Bach von der Leuzenhalde \| \| K 7147 \| \| K 7147 \| \| \| \| \| \| \| \| Beurontalbach \| \| Unterdigisheim \| \| Unterdigisheim \| \| Lochbrunnenstraße \| \| Lochbrunnenstraße \| \| Burtelstraße \| \| \| \| Brückenstraße \| \| Brückenstraße \| \| Dorfplatz \| \| Dorfplatz \| \| Obere Bära \| \| \| |  |                          |
| Burtelbach |  |                          |
| Legende |  |                          |
| |  |                          |
| K 7147 |  | K 7147                   |
| |  | Bach von der Leuzenhalde |
| K 7147 |  | K 7147                   |
| |  |                          |
| |  | Beurontalbach            |
| Unterdigisheim |  | Unterdigisheim           |
| Lochbrunnenstraße |  | Lochbrunnenstraße        |
| Burtelstraße |  |                          |
| Brückenstraße |  | Brückenstraße            |
| Dorfplatz |  | Dorfplatz                |
| Obere Bära |  |                          |

Der Burtelbach ist ein etwa 3 km langer, östlicher und linker Zufluss der Oberen Bära im baden-württembergischen Zollernalbkreis.

## Geographie

### Verlauf
Der Burtelbach entspringt unterhalb der Burgruine Hossingen auf einer Höhe von 812,3 m ü. NHN.
Er fließt von dort, begleitet von der Kreisstraße 7147, zunächst südwärts, nach der Hälfte des Laufes im Bogen nach Südwesten in Richtung des Meßstettener Stadtteils Unterdigisheim, wo er in der Ortsmitte auf einer Höhe von 748,2 m ü. NHN von links und Osten in die Obere Bära mündet.
Der 2,9 km lange Lauf des Burtelbachs endet etwa 63 Höhenmeter unterhalb seiner Quelle, er hat somit ein mittleres Sohlgefälle von etwa 22 ‰.

### Einzugsgebiet
Das Einzugsgebiet ist rund 12,7 km² groß, gehört naturräumlich gesehen zur Hohen Schwabenalb und grenzt im Norden an den Nachbarnaturraum Südwestliches Albvorland um die Austrittsbucht der Eyach aus der Alb. Sein höchster Punkt liegt im Nordosten auf dem Weichenwang auf 988 m ü. NHN.
Es grenzt im Norden an das Einzugsgebiet des Neckarzuflusses Eyach. Dieser Abschnitt ist also Teil der Europäischen Hauptwasserscheide zwischen Donau und Schwarzem Meer diesseits und Rhein und Nordsee jenseits. Im Osten grenzen zwei gewässerarme Einzugsgebiete von Trockentalsystemen auf der Hochfläche der Alb an, die südostwärts zur oberen Donau ziehen, im Westen ist die Obere Bära selbst das nächste Fließgewässer.
Es stehen der Mittlere Oberjura und die Oxfordschichten des Oberjuras an.

### Zuflüsse
Im Gewann Burtelwiesen mündet von links und Osten ein namenloser Bach, der an der Leuzenfelder Halde entspringt. Am Ortseingang von Unterdigisheim mündet der Beurontalbach von links und Süden.

## Historische Nutzung

### Eisproduktion
Vor der Erfindung der Kühlschränke gewannen die Hossinger Bierbrauer Eis, welches in Kellern eingelagert wurde.

### Brauchwasser zur Ausrüstung von Textilien
Einzelne Quellen  sind gefasst und werden in einem Rohr unter der Kreisstraße hindurch zu einer Ubootpumpe in einen unterirdischen Bunker (48° 10′ 47,08″ N, 8° 55′ 12,88″ O) geleitet. Von dort aus wurde das Wasser in die mittlerweile stillgelegten Hossinger und Meßstetter Färbereien gepumpt; heute Heubergpassage. Das Pumpenhaus konnte erhalten werden.

### Trinkwassernotversorgung
Bei einem Bombenangriff auf Nusplingen am 15. Januar 1945 wurde die Wasserversorgung auf dem Heuberg zerstört. Die Menge der Brunnen (in den Orten) reicht nicht aus und so musste auch Wasser vom Burtel (Schreibweise von Ernst Sauter an Aussprache orientiert: Pudel) abgeholt werden. Die Normalverbraucher holten ihr Wasser mit Handleiterwagen und dementsprechenden Gefäßen ab. Die Bauern, die Pferde hatten, holten das Wasser in Fässern und Behältern.

### Mühle Unterdigisheim
Einst führte ein Kanal zur Mühle in Unterdigisheim. Die historische Maurermühle Unterdigisheim ist eine wasserkraftbetriebene Getreidemühle, deren Mühlstein bis heute in Betrieb ist.

## Naturschutz und Schutzgebiete
Der Burtelbach entspringt im Naturpark Obere Donau und im Landschaftsschutzgebiet Großer Heuberg und fließt kurz vor Unterdigisheim auf einem kurzen Abschnitt durch das Naturschutzgebiet Heimberg und damit auch durch das FFH-Gebiet Östlicher Großer Heuberg.
Vor Unterdigisheim gibt es eine Biberburg.

## Kultur
Nach dem Burtelbach ist eine lokale Sagengestalt Burtale und eine Volksmusikgruppe benannt.

### LUBW
Amtliche Online-Gewässerkarte mit passendem Ausschnitt und den hier benutzten Layern: Lauf und Einzugsgebiet des Burtelbachs

Allgemeiner Einstieg ohne Voreinstellungen und Layer: Daten- und Kartendienst der Landesanstalt für Umwelt Baden-Württemberg (LUBW) (Hinweise)
1. 1 2  Höhe nach dem Höhenlinienbild auf dem Hintergrundlayer Topographische Karte.
2. ↑  Länge nach dem Layer Gewässernetz (AWGN).
3. ↑  Einzugsgebiet nach dem Layer Basiseinzugsgebiet (AWGN).
4. ↑  Höhe nach schwarzer Beschriftung auf dem Hintergrundlayer Topographische Karte.
5. ↑  Schutzgebiete nach den einschlägigen Layern, Natur teilweise nach dem Layer Biotop.

### Andere Belege
1. ↑  Friedrich Huttenlocher: Geographische Landesaufnahme: Die naturräumlichen Einheiten auf Blatt 178 Sigmaringen. Bundesanstalt für Landeskunde, Bad Godesberg 1959. → Online-Karte (PDF; 4,3 MB)
2. ↑  Geologie nach den Layern zu Geologische Karte 1:50.000 auf: Mapserver des Landesamtes für Geologie, Rohstoffe und Bergbau (LGRB) (Hinweise)
3. ↑  Ernst Sauter Helmut Sieber: Meßstetter Kurzgeschichten von Ernst Sauter. 1. Auflage 2012. Hrsg.: Visual Design Meßstetten. S. 67.
4. ↑  Marcel Reiser Mühle bekommt neues Wasserrad (Memento des Originals vom 12. November 2013 im Internet Archive)  Info: Der Archivlink wurde automatisch eingesetzt und noch nicht geprüft. Bitte prüfe Original- und Archivlink gemäß Anleitung und entferne dann diesen Hinweis.. In: Zollern-Alb-Kurier. 17. Mai 2005.
5. ↑  Gomeringer: Zu Besuch in historischer Mühle. In: Südkurier. vom 16. Juni 2010.
6. ↑  Der Biber baut die Bära in Unterdigisheim ganz nach Lust und Laune um, Artikel im Zollern-Alb-Kurier vom 17. November 2020
7. ↑  Burtale